# Graftombe van Nellesteyn

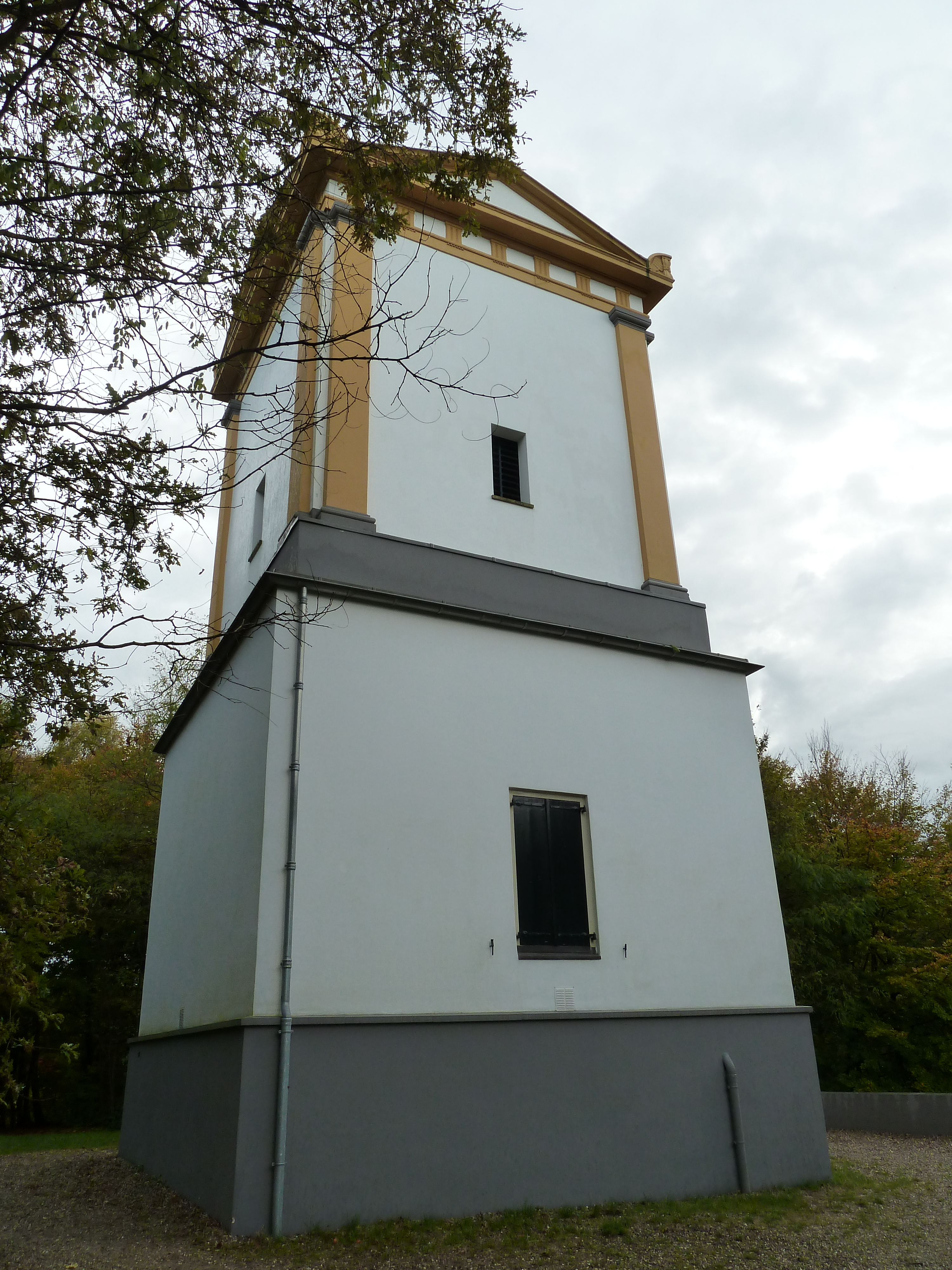
De tombe

De Graftombe van Nellesteyn is een mausoleum en belvédère in de gemeente Utrechtse Heuvelrug in de Nederlandse provincie Utrecht. De tombe bevindt zich ten noordwesten van Leersum, in een bosgebied op de heuvel Donderberg en tevens ten noorden van de Rijksstraatweg (N225) en ten oosten van de Darthuizerpoort met N226.
In de buurt bevinden zich verder oostelijk de folly Uilentoren op de Lombokheuvel en bij de tombe ligt op de helling van de heuvel de begraafplaats van Darthuizen omgeven door een spijlenhek.
De tombe is een rijksmonument en is onderdeel van de parkaanleg behorend bij Kasteel Broekhuizen. In noord- en in zuidwestelijke richting is er tussen de bomen een zichtlijn opengehouden.

## Geschiedenis
In 1818 werd op het hoogste punt van de Donderberg een familiegraftombe gebouwd naar het ontwerp van architect Jan David Zocher: de Tombe van Nellesteyn. De tombe werd gebouwd voor mr. Cornelis Jan van Nellesteijn (1759-1832), eertijds woonachtig op kasteel Broekhuizen, toen hij na de dood van zijn vrouw hertrouwde met zijn huishoudster die ongeveer vijf maanden zwanger was. Dit hertrouwen vond in de ogen van zijn kinderen geen genade. Hij bouwde een nieuw landhuis genaamd Nieuw Broekhuizen waar hij met zijn tweede vrouw en de uit dit huwelijk gekregen kinderen ging wonen. Aan de voet van de graftombe bevindt zich de grafkelder van de familie Nellesteijn.
In 1822 werd Alette Everarda van Nellesteijn (1815-1822), een kind uit het tweede huwelijk van Cornelis Jan van Nellesteijn (1759-1832), als eerste in de graftombe bijgezet.
In 1917 vond voor het laatst een bijzetting in de graftombe plaats.

## Opbouw
Het mausoleum met uitzichttoren is 14 meter hoog en bestaat uit twee delen. Enerzijds de brede lage onderbouw met daarin de grafkamer van het geslacht Van Nellesteyn. Anderzijds de hoge slanke bovenbouw die in gebruik is als uitzichttoren.
De onderbouw is ingegraven in de heuvel en heeft aan de zuidwestzijde een dichtgezette rondboogtoegang met daarin een sluitsteen die het jaartal 1818 vermeldt. De versiering is sober, het is opgetrokken in baksteen met aan weerszijden van de boog een naar buiten klimmend fries.
De bovenbouw, voorzien van een pleisterlaag, lijkt enigszins op een Romeinse tempel en heeft twee geledingen. De onderste geleding is sober van stijl zonder decoratie en rust op een laag basement. Aan de zuidwestzijde bevindt zich een trappetje met enkele treden naar een deur en de zuidoostelijke en de noordwestelijke zijde hebben een raam met ervoor een luik. Op de bovenste geleding is het bouwwerk versierd met Dorische pilasters met een kapiteel die een fries met trigliefen draagt. Iedere zijde eindigt bovenaan in een fronton die op de hoeken versierd zijn met acroteria met gevleugelde zandlopers. In deze geleding heeft ieder gevelvlak een klein venster. De tombe is een voorbeeld van Neoclassicistische architectuur in Nederland.
Via een inwendige trap komt men uit op het dak van waaruit men uitzicht heeft op de buitenplaats, het rivierengebied en de bossen van de Utrechtse Heuvelrug.